# Eressa semifusca
Eressa semifusca là một loài bướm đêm thuộc phân họ Arctiinae, họ Erebidae.